# Cornelis I van Dorp
Cornelis I van Dorp (omstreeks 1425 - 1502) was heer van Dorp en Benthuizen, schout en baljuw van Maasland, baljuw en dijkgraaf van Delfland en hoogheemraad van Delfland. Daarnaast was hij raad bij het Hof van Holland, raadsheer van Maria van Bourgondië en was hij schepen en burgemeester van Delft.

## Biografie
Cornelis was een zoon van Jan van Dorp en Aleid van der Woude en werd omstreeks 1425 geboren. Na de dood van zijn vader werd hij in 1447 beleend met Dorp.
Hij bezat in 1459 een huis in Delft, naast het Sint-Hieronymusdal, waar nu Oude Delft 163 staat. Een jaar later in 1460 werd Cornelis schepen van Delft. Dit werd hij nogmaals in 1463 en 1475. Hij vergrootte zijn aanzien toen hij in 1466 de heerlijkheid Benthuizen kocht. Drie jaar later in 1469 werd hij lid van het hoogheemraadschap Delfland. Datzelfde jaar en in 1474 werd hij benoemd tot baljuw van het hoogheemraadschap. Van Dorp had een aanzienlijk aanzien want hij was aanwezig bij de dagvaart van Karel de Stoute toen die Den Haag aandeed in 1468. Verder was hij in 1470, 1472 en 1476 schout van Maasland en was hij in 1476 lid van de Veertigraad van Delft.
Vanaf 1477 was Cornelis lid van het Hof van Holland in Den Haag. In Delft werd Cornelis tussen 1480 en 1490, zeven jaar burgemeester. In 1484 was hij schepen van die stad.
Cornelis trouwde met Elizabeth van Almonde en uit dit huwelijk kwamen zeven zoons en drie dochters. Zijn oudste zoon Jan van Dorp sneuvelde tijdens de Hoekse en Kabeljauwse Twisten. Tussen 1485 en 1488 stierf Cornelis' vrouw Elizabeth. Cornelis hertrouwde hierop met Aagte van Boshuizen en dit huwelijk bleef kinderloos. 
Ter gelegenheid van de kroning van Maximilaan van Oostenrijk tot keizer in 1486 werd Cornelis van Dorp in Dordrecht tot ridder geslagen.
De laatste jaren van zijn leven ging het hem financieel niet voor de wind. In 1488 moest hij noodgedwongen zijn leengoed Benthuizen verkopen. Toen Maria van Bourgondië in 1494 dagvaarten ondernam naar Geertruidenberg, Breda en Turnhout bevond Cornelis als lid van de ridderschap zich onder de deelnemers.
Op 22 februari 1503 overleed Cornelis en hij werd begraven naast het Petrus- en Paulusaltaar in de Hofkapel.